# Husqvarna Garden
La Husqvarna Garden et une patinoire située à Jönköping en Suède, accueillant les matchs du club de hockey sur glace du HV 71.

## Historique
Le bâtiment, localisé dans le district de Rosenlund, fut construit entre 17 septembre 1999 et septembre 2000. La construction eut lieu littéralement tout autour de l'ancienne arèna Rosenlundshallen (en) où le HV71 continuait de disputer ses matchs.
Pour améliorer le programme de formation du HV71, un complexe d'entrainement relié à la Husqvarna Garden fut construit et ouvrit en mai 2001. En décembre 2003, on décida d'agrandir les tribunes de 1000 sièges pour la saison 2004-05 et d'ajouter restaurant, bar, café, et de nouvelles salles de conférence.
Durant la pré-saison 2007-08, le HV71 investit dans un nouveau tableau d'affichage, mesurant 1,90 par 3,20 m, et permettant un affichage dépassant tous les tableaux installés en Suède. Le tableau est un Daktronics Prostar Video 10 mm  et ressemble à ceux utilisés au General Motors Place et au Scottrade Center en LNH, et à celui du Palais omnisports de Paris-Bercy en France.
Le Husqvarna Garden fut dessiné par Flensborns arkitektkontor et construit par Skanska, projet financé par Kinnarps AB. Le propriétaire est HV71 Fastighets AB, filiale du HV71.

## Événements

### Sportifs
- Tournoi Karjala 2000
- Championnat d'Europe de handball masculin 2002
- Championnat du monde de hockey sur glace 2002
- Coupe du monde de handball 2004
- Tournoi Karjala 2005
- Championnat du monde de handball masculin 2011

### Autres
- Demi-finale du Melodifestivalen 2007